# Noboribetsu

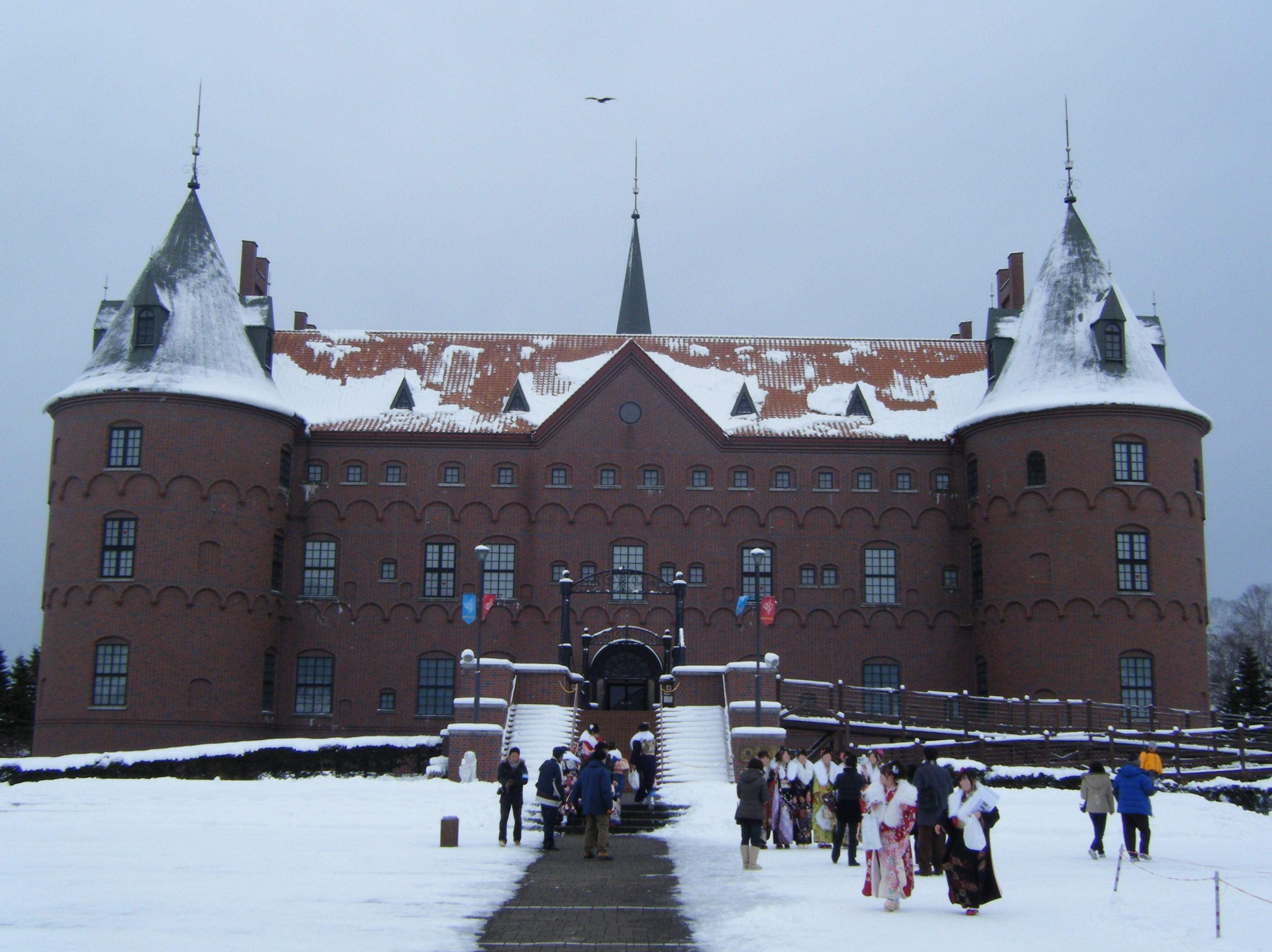
Castel din incinta Parcului marin

Noboribetsu (登別市 Noboribetsu-shi?) este un municipiu din Japonia, prefectura Hokkaidō.